# Episodi di Post Mortem - Segreti dall'aldilà (seconda stagione)
| nº | Titolo originale      | Titolo italiano            | Prima TV Germania | Prima TV Italia   |
| -- | --------------------- | -------------------------- | ----------------- | ----------------- |
| 1  | Körperteile           | Parti del corpo            | 17 gennaio 2008   | 18 agosto 2008    |
| 2  | Einsame Herzen        | Cuori solitari             | 24 gennaio 2008   | 25 agosto 2008    |
| 3  | Schutzlos             | Indifeso                   | 31 gennaio 2008   | 25 agosto 2008    |
| 4  | Treibgut              | Relitti galleggianti       | 7 febbraio 2008   | 1º settembre 2008 |
| 5  | Tod im OP             | Delitto in sala operatoria | 14 febbraio 2008  | 1º settembre 2008 |
| 6  | Helden                | Eroi                       | 21 febbraio 2008  | 8 settembre 2008  |
| 7  | Jenseits vom Paradies | Fuori dal Paradiso         | 28 febbraio 2008  | 8 settembre 2008  |
| 8  | Tödliche Wolke        | Isolamento                 | 6 marzo 2008      | 8 settembre 2008  |